# Andrzej Komoniecki
Andrzej Komoniecki (ur. 1658/1659 w Żywcu, zm. 1 maja 1729) – wójt żywiecki, kronikarz. 

## Życiorys
Ukończył szkołę parafialną w Żywcu. Znał języki obce: władał łaciną, językiem niemieckim oraz czeskim. W 1686 wybrany na burmistrza miasta. Od 1688 pełnił urząd wójta. Godność wójtowską pełnił prawdopodobnie aż do śmierci z roczną przerwą w 1707 roku. W latach 1700–1707 był także pisarzem miejskim.
Ufundował znaki cechowe żywieckich cechów rzemieślniczych oraz kapliczkę Przemienienia Pańskiego na górze Borkowskiej (przemianowanej na Burgałowską), wznoszącej się nad miastem. W 1703 wraz z żoną ufundowali ołtarz Ukrzyżowania do kościoła żywieckiego. W 1704 podarował także dwa ołtarze do ufundowanej przez siebie kapliczki Przemienienia, a w 1708 ołtarz dla kościoła pod wezwaniem św. Marka.

## Życie prywatne
Andrzej Komoniecki był pierwszym synem Jana Komonieckiego i Magdaleny z domu Ficzkowic. Posiadał rodzeństwo, jego brat Gabriel był malarzem, autorem zdobień m.in. w kościele w Milówce i w żywieckim kościele Przemienienia. Inny z braci Andrzeja, Jan Franciszek Komoniecki, został proboszczem w Milówce.
Około roku 1678 zawarł związek małżeński z Zofią Kalfosowiczówną.  Doczekali się licznego potomstwa. Został pochowany w Żywcu. 

## Działalność
Jako wójt Komoniecki podjął się zadania opracowania monografii dziejów Żywiecczyzny. Efektem jego pracy było monumentalne dzieło, kronika miasta Żywca pt. Chronografia albo Dziejopis Żywiecki. Komoniecki dokonał odpisów nieistniejących teraz dokumentów oraz opisał chronologicznie dzieje miasta i okolic od ok. 1400 do 1728. Jest to niejednokrotnie jedyne źródło o historii Żywca. 
Komoniecki jest także autorem dwóch skróconych redakcji żywieckiej kroniki. Ponadto opracował w 1728 Rychwalda Monumenta, kronikę opisującą dzieje sanktuarium Matki Bożej w Rychwałdzie. Opracował także historię parafii w Milówce i Rajczy za lata 1623–1724. Był autorem wstępów do ksiąg żywieckich cechów.
Edycje drukowane Dziejopisu Żywieckiego:
- Tom I Dziejopisu Chronografia albo Dziejopis Żywiecki do 1704 opracował i wydał w 1937 prof. Stanisław Szczotka. Nakład tomu II z tego wydania zniszczyli Niemcy paląc księgi na rynku żywieckim we wrześniu 1939 roku.
- W 1987 Towarzystwo Miłośników Ziemi Żywieckiej wydało całość w redakcji i opracowaniu Stanisława Grodziskiego i Ireny Dwornickiej – naukowców z Instytutu Historii Prawa Uniwersytetu Jagiellońskiego.
- W 2005 wydawnictwo wznowił Urząd Miasta Żywca. Rękopis dzieła prezentuje Dolnośląska Biblioteka Cyfrowa[10].